# Teucholabis pruthiana
Teucholabis pruthiana är en tvåvingeart som beskrevs av Alexander 1942. Teucholabis pruthiana ingår i släktet Teucholabis och familjen småharkrankar. Inga underarter finns listade i Catalogue of Life.